# 55P/Tempel-Tuttle
55P/Tempel–Tuttle är en periodisk komet som har en omloppstid på 33 år. Den upptäcktes oberoende av varandra av den tyske astronomen Ernst Tempel den 19 december 1865 och den amerikanske astronomen Horace Tuttle den 6 januari 1866.
Kometen är upphovet till meteorsvärmen Leoniderna. Kometen observerades redan av Gottfried Kirch, men identifierades inte som periodisk komet förrän vid periheliepassagen 1866. S Kanda drog 1933 slutsatsen att Komet 1366 var identisk med Tempel-Tuttle, vilket bekräftades 1965 av Joachim Schubart. 26 oktober 1366 passerade kometen på ett avstånd från jorden av endast 0,0229 AU, det vill säga ungefär elva gånger avståndet till månen. Det är den näst närmaste kometpassagen som astronomerna känner till.
55P/Tempel–Tuttle beräknas ha en kometkärna som väger 1,2 × 1013 kg med en radie av 1,8 kilometer.